# Essere genitori. Come prepararsi ad accogliere un bambino e poi educarlo con amore e intelligenza
“Essere genitori". Come prepararsi ad accogliere un bambino e poi educarlo con amore e intelligenza  è un saggio di Grazia Honegger Fresco (Roma, 6 gennaio 1929 – Castellanza, 30 settembre 2020) pubblicato in Italia nel 2003.
Attraverso questo libro la Pedagogista Italiana vuole creare una guida per i futuri genitori, preparandoli ad affrontare al meglio il bellissimo “viaggio” che li porterà ad accogliere nelle loro vite un figlio, e a seguirlo nella crescita, dandogli amore, educazione e calore.

## Caratteristiche
Lo stile di scrittura della Pedagogista Grazia Honegger Fresco, allieva di Maria Montessori, è uno stile molto delicato e coinvolgente, che riflette senza dubbio gli studi e le inclinazioni personali.
Il libro “Essere genitori” è molto interessante e scorrevole, ogni paragrafo è separato dagli altri con un breve sottotitolo che rende reperibile ogni informazione e rende le strutture dei capitoli chiare ed esaustive.
Attraverso la lettura di questo piacevole libro, che trae spunto dal metodo educativo Montessoriano, si prepara il genitore a vivere l’attesa del figlio e viene fornita una guida per essere una figura educativa consapevole, stabile e rassicurante, senza cadere nelle oppressioni e nelle scelte che rendono la famiglia una prigione.
La famiglia deve essere un punto di riferimento per il bambino, un nido accogliente e protettivo, il genitore diventerà, seguendo i consigli della scrittrice, una figura che sa ascoltare, comprendere e guidare il figlio nella crescita e nel passaggio per diventare autonomo e prepararlo ad affrontare il mondo.

## Struttura
Il libro è diviso in 12 capitoli. Ciascuno di questi è un piccolo step che arricchisce il genitore nella sua preparazione.

## Breve riassunto
Il “viaggio” proposto dall’autrice parte dal desiderio degli uomini e delle donne di diventare genitori, non esclusivamente per “sentirsi appagati” ma perché il nascituro diventerà il simbolo concreto dell’amore tra le due figure genitoriali, al quale possono dare amore e cura, scegliendo consapevolmente di affrontare una nuova avventura.
Successivamente viene proposta una guida al parto e all’accoglienza concreta del figlio, al gesto intimo dell’allattamento al seno materno, allo svezzamento e all’ importanza emotiva che si deve stabilire nei primi giorni di vita, la quale serve per rendere concreta e duratura la relazione a tre.
Inoltre il genitore viene educato e preparato a gestire in modo corretto il dolore del bambino e a proteggerne la sensibilità. La violenza è una catena che deve essere spezzata, le sofferenze vissute nella prima infanzia costituiscono la “Pedagogia Nera” che determina ricadute sul futuro del bambino.
L’ambiente familiare nel quale deve crescere un figlio deve essere coerente, le domande e le risposte dei genitori non possono essere contraddittorie.
I genitori non devono avere paura di compiere degli errori nel loro compito educativo, allo stesso modo devono permettere al figlio di sbagliare e imparare dai suoi sbagli per non ripeterli nel futuro.
Un ulteriore aspetto importante che la pedagogista vuole considerare è il percorso che il genitore deve preparare per accompagnare il figlio verso l’indipendenza, non deve sostituirsi al bambino in ciò che fa, deve saperlo supportare nel momento e nel modo giusto perché possa vivere un’esperienza significativa di crescita.
Successivamente viene ripreso il tema della sensibilità infantile, è necessario che i genitori sappiano cogliere l’importanza delle emozioni manifestate dai figli. Il bambino riconosce l’eventuale incoerenza dell’ adulto che deve saper avere una stabilità affettiva innanzitutto verso sé stesso, che si manifesterà poi in stabilità verso il figlio.
La pedagogista pone una particolare attenzione al dialogo genitore – figlio, in quanto esige disponibilità, calma e tempo, e all’ importanza che ha il silenzio.
Vengono, inoltre, analizzati le diverse fasi di separazione tra genitore e figlio: il primo è lo svezzamento, segue poi l’inizio dell’ educazione all’esterno della famiglia, ovvero l’asilo nido, la scuola dell’infanzia e infine la scuola primaria.
Giungendo verso la conclusione l’accento viene posto sulle dinamiche familiari che si creano inevitabilmente, i conflitti servono per il confronto e per ricominciare a “fare insieme”. Saper gestire i rancori è essenziale, soprattutto quando subentra negli equilibri familiari un altro elemento, un altro bambino.
Per concludere l’autrice vuole ricordare che gli spunti e le considerazioni fatte nel suo libro sono frutto della sua formazione Montessoriana, in cui i bambini sono i protagonisti e i conduttori della propria formazione.